# Province de Putumayo

Localisation de la province de Putumayo

La province de Putumayo est l'une des huit provinces de la Région de Loreto au nord du Pérou.
La capitale de la province est la ville de San Antonio del Estrecho (en).

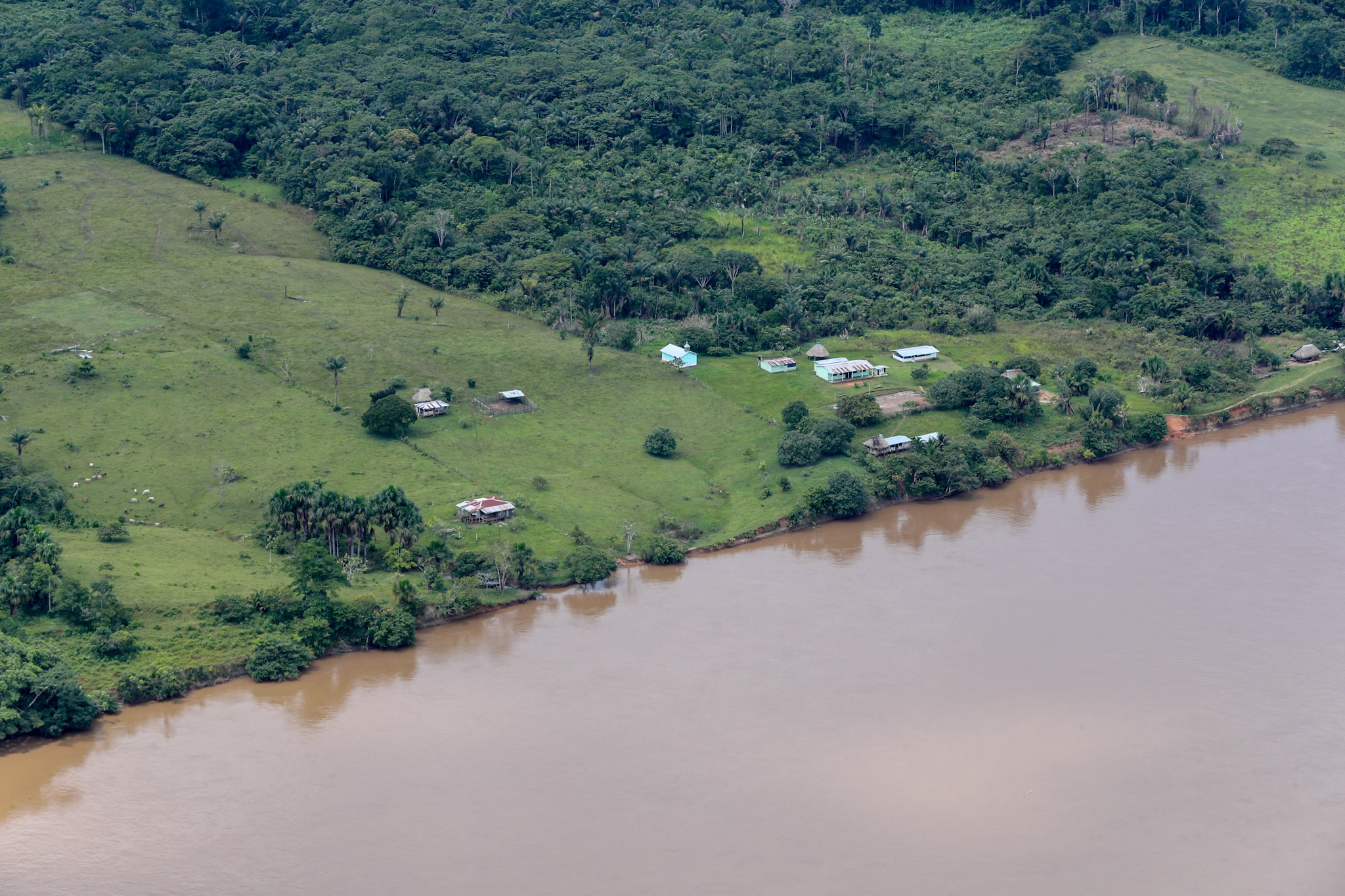
Parc national de Gueppi-Sekime